# محمود افشارطوس
محمود افشارطوس (زاده ۱۲۸۶ تهران – درگذشته ۲ اردیبهشت ۱۳۳۲ تهران) فرمانده نظامی ایرانی بود، که در سال ۱۳۳۱ از طرف محمد مصدق، نخست‌وزیر وقت، به سمت ریاست کل شهربانی منصوب گردید. در آغاز اردیبهشت ۱۳۳۲ در خیابان خانقاه مفقود شد و در ۶ اردیبهشت ضمن یک جست و جوی گسترده، پیکر بی جان او در غار تلو، واقع در تپه‌های لشکرک در شمال تهران، پیدا شد. پیکر بی جان او در بیمارستان شهدای تجریش تهران به خاک سپرده شد. جنازه او نشان می‌داد که او به طرز بسیار فجیعی کشته‌ شده است.

## زندگی‌نامه
محمود افشارطوس در سال ۱۲۸۶ (خورشیدی) در تهران متولد شد. وی پس از اخذ مدرک دیپلم، وارد دانشکده افسری شد و در سال ۱۳۰۸ با درجه ستوانی فارغ‌التحصیل شد. وی پس از طی مراحل نظامی، با درجه سرگردی به اداره املاک پهلوی منتقل شد.
همسر وی دختر شیخ العراقین ، برادر مرتضی‌قلی بیات خواهر زاده محمد مصدق بود.
وی در جریان غائله آذربایجان از فرماندهان ارتش بود و به دلیل نشان دادن لیاقت، فرماندار نظامی راه‌های همدان شد و مدتی هم بازرس ویژهٔ لشکر یک شد. پس از خاتمه غائله آذربایجان، به دلیل انتقاداتی که نسبت به عملکرد ارتش داشت، در انزوا قرار گرفت و به دانشگاه جنگ فرستاده شد. وی به مرور از سمت‌های مهم کنارگذاشته شد و ترفیع‌های او نیز به تأخیر افتاد؛ به طوری که ترفیع او به درجه سرتیپی بیش از سه سال و تا زمان نخست‌وزیری محمد مصدق به عقب افتاد.
وی پس از اخذ درجه سرتیپی در سال ۱۳۳۱ (خورشیدی) به ریاست شهربانی تهران رسید. وی در همان سال، به اتفاق دوست نزدیکش محمود کیانوری و احمد کیانوری و جمعی از افسران طرفدار نهضت ملی، گروهی به نام افسران ملی را تشکیل دادند. در این زمان، وی نقش زیادی در جلوگیری از حرکت‌های مخالفان نهضت ملی شدن صنعت نفت ایفا نمود.

## جلوگیری از کودتای اسفند ۱۳۳۱
یکی از خدمات برجسته افشارطوس، خنثی کردن توطئه قتل دکتر مصدق در نهم اسفند ۱۳۳۱ بود. در این روز قرار بود شاه مخفیانه به مسافرت خارج از کشور برود. مصدق راهی کاخ می‌شود تا مدارک لازم را به شاه تحویل دهد اما هنگام خروج متوجه شد که عده‌ای به همراه جمعی از افسران بازنشسته جلو کاخ جمع شده و احتمالاً قصد قتل او را دارند.
مصدق از درب دیگر کاخ خارج شده و به منزلش می‌رود. جمعیت مزدور نیز راهی منزل مصدق شده تا به بهانه صحبت، به او حمله‌ور شده و او را به قتل برسانند. رئیس ستاد ارتش سرلشکر بهارمست، در کاخ نگه داشته شده بود و عملاً ارتش و فرمانداری نظامی کاملاً بی حرکت بودند، رئیس کلانتری نزدیک کاخ نیز با مزدوران همراه بود و ممانعتی از حرکت مزدوران، علیرغم تأکید مصدق به عمل نیاورده بود و مأموران شهربانی از هر اقدامی بازمانده بودند، محافظان منزل نیز آنچنان قوی نبودند و به ظاهر همه شرایط به نفع مزدوران بود. افشار طوس در آن روز بی واهمه با سرعت تمام عمل کرد. او به وسیله عوامل اطلاعاتی خود و برخی منابع دیگر از نقشه قتل دکتر مصدق با خبر شد و با توجه به وقت کم، از خانه‌های مجاور منزل مصدق، با کمک همسایه‌ها و گذشتن از پشت بام‌ها خود را به منزل مصدق رساند و پس از ورود به منزل مصدق و با خبر کردن او از نقشه مهاجمان، وی را با همان لباس منزل و از همان راه پشت‌بام به ستاد ارتش که محلی امن بود انتقال می‌دهد.
شعبان جعفری در این‌باره در خاطرات خود می‌گوید:
آیت الله‌کاشانی به ما گفت: «… برین نذارین شاه بره اگه شاه بره عمامه مام رفته. مام رفتیم در خونه شاه. بعد از سخنرانی و داد و بیداد رفتیم در خونه مصدق بعد دیدیم طبقه اول، اون بالا افشارطوس که رئیس شهربانی بود وایساده. من داد زدم گفتم: اومدیم مصدق رو ببریم نذاره اعلیحضرت بره. افشارطوس گفت: برو خفه شو! افشارطوس دو سه تا داد زد سرمون، مام دو سه تا داد سر اون زدیم و دعوامون شد. گفتم: آخه بابا پاگونتو شاه داده!»

## ربودن و قتل
مظفر بقائی و حسین خطیبی، بعضی افسران بازنشسته و اخراجی از ارتش مانند مزینی و منزه، بایندر، زاهدی (از بستگان سرلشکر زاهدی) , بلوچ قرائی و…را به دور خود جمع کرده و با وعده وزارت و پست‌های مهم آن‌ها را قانع کردند تا در توطئه ضد حکومت ملی شرکت کنند و از طریق ربودن اعضای مهم و کلیدی دولت از جمله افشارطوس، ریاحی، دکتر فاطمی و … موجب سقوط دولت شوند.
شب ۳۱ فروردین پس از اتمام کار و مطابق قرار تلفنی افشارطوس با خطیبی، افشارطوس ساعت ۹ شب در کوچه صفی علیشاه پیاده شد و راننده او در کلانتری منتظر دستور رئیس شهربانی ماند ولی رئیس شهربانی دیگر بازنگشت.

افشار قاسملو یکی از متهمان دستگیرشده در این باره در بازجوییهای خود اعتراف کرده بود که قبلاً شنیده‌است که خطیبی با تلفن به افشارطوس گفته بود که آقای بقایی منتظر شماست.

از سوی دیگر بعد از مدتی همسر افشارطوس که از تأخیر او نگران شده بود مطلب را پیگیری کرده و در نهایت مراتب به نخست‌وزیر اطلاع داده شد و بلافاصله به دستور نخست‌وزیر اقدام شد.

بیش از هزار مأمور کل منطقه را محاصره کرده و همه خانه‌ها را بازرسی کردند و مجرب‌ترین مأموران به کار گرفته شدند و جهت کنترل ماشین‌ها هم اقداماتی صورت گرفت اما رئیس شهربانی به طرز اسرار آمیزی مفقود شده بود.
از سوی دولت مبلغ ۵۰ هزار تومان مژدگانی برای یافتن رئیس شهربانی اعلام شد و به دستور دکتر مصدق، وزیر کشور پرونده را شخصاً زیر نظر گرفت. سرهنگ نادری از اعضای سازمان افسران ملی، در سمت ریاست اداره کارآگاهی، پرونده را به‌طور ویژه دنبال کرد و همچنین دکتر صدیقی با افسران رکن دو ارتش و سرهنگ سررشته که افسری لایق و درستکار بود نیز دیدار کرد و نظر سرهنگ سررشته را جهت پیگیری پرونده پرسید که سرهنگ سررشته در قبال اختیارات ویژه فراقانونی جهت بازرسی هر محل و بازداشت هر فرد پیگیری پرونده را پذیرفت و شروع به کار کرد. مأموران پس از تحقیق از راننده افشارطوس ابتدا به حوالی محل پیاده شدن افشارطوس رفته بودند و در آنجا از صاحب دکان بقالی که در آن محل بود، تحقیق کرده بودند که شاگرد بقال به آن‌ها گفته بود که شب دوشنبه، افسر بلند قدی از آن‌ها سراغ خانه حسین را پرسیده‌است و مأموران نتیجه گرفتند که منزل حسین نامی در همان نزدیکی‌ها است و پس از بررسی به منزل حسین خطیبی رسیدند و به آنجا وارد شدند و با توجه به اینکه رئیس شهربانی به راننده خود گفته بود که تلفن می‌زنم این فرضیه که بایستی به دنبال منزل فردی به نام حسین که تلفن هم دارد بگردند و لذا منزل خطیبی بیشتر مورد سوء ظن واقع شده و همچنین در منزل هم تنها چند زن مشاهده کردند. پس به منزل وارد شدند و غذای فراوان در یخچال و بازبودن پنجره‌ها با توجه به سرد بودن هوا نظر آن‌ها را جلب کرد و پس از بستن پنجره‌ها، بوی کلروفرم که برای بیهوشی بکار می‌رفت نظر مأموران را به شدت جلب کرد؛ و به دستور سرهنگ سررشته منزل تحت کنترل گرفته شده تا هر کس به آنجا آمد دستگیر شود و کسی هم حق نداشت تا به تلفن دست بزند.
پس از مدتی نوکر که برای بردن بچه از منزل خارج شده بود به منزل مراجعه کرد و پس از بازجوئی از او معلوم شد چند شب پیش عده‌ای، فردی را دست و پا بسته از آنجا خارج کرده‌اند پس همگان منتظر بازگشت حسین خطیبی به منزل شدند و پس از بازگشت او را تحت بازجویی شدید قرار دادند و او به توطئه اعتراف کرده و اسامی ۴ افسر با نام‌های مزینی، منزه، بایندر و زاهدی را ارائه داده و مزینی در ساعت ۲ بعد از نیمه شب، پس مراجعه به منزل بازداشت و سایرین نیز دستگیر شدند. دکتر مصدق امان نامه‌ای به حسین خطیبی و هر کس که با اطلاعات خود موجب خلاص شدن افشارطوس را فراهم آورد داد و به این ترتیب آن‌ها به دستگیری راننده مزینی هدایت شدند و روز بعد او را که با پای خود به دیدار مزینی آمده بود، بازداشت کردند و با هدایت او به ده امیر علایی رفتند. کدخدای ده با مشاهده مأموران پا به فرار گذاشت که او را دستگیر کردند اما سخنان او آب سردی بود که بر سر مأموران ریخته شد. او اعتراف کرد که افشارطوس را کشته‌اند و به راهنمایی او در ششم اردیبهشت محل دفن جسد پیدا و به پزشک قانونی اطلاع داده شد.
سایر متهمان نیز به مرور دستگیر شدند و به‌طور مختصر جریان توطئه به این صورت افشا شد.
اعتراف متهمان نشان می‌داد افشارطوس به حسین خطیبی اعتماد داشته و انتظار خدمت بسیار مهمی از او داشته‌است که تنها توسط او قابل انجام بوده و آن ایجاد تفاهم میان بقایی و دولت بوده‌است. به این منظور افشارطوس پس از چند شب تأخیر، ساعت ۹ عصر روز دوشنبه ۳۱ فروردین ۱۳۳۲، مستقیماً از اداره به محلی که آن‌ها تعیین کرده‌اند آمده‌است تا گامی جهت نزدیک تر شدن با بقائی بردارد. لازم است ذکر شود که مطرح شدن نام بقائی در آن واقعه، موجب حیرت شدید همه شده بود و ملیّون به شدت متعجب شده بودند.
در آنجا افشارطوس مدتی با خطیبی مشغول مذاکره بوده‌است و سپس با علامت خطیبی، آن‌ها افشارطوس را با اتر بیهوش کرده و به او آمپول بیهوشی قوی تزریق کرده‌اند و با ماشین پونتیاک سرهنگ بازنشسته هاشم‌زاده و به رانندگی علیرضا قره گزلو، افشارطوس را با دستان بسته به ده عبدالله امیر علایی منتقل و از آنجا با کمک عباسعلی نخلی (کدخدا) به غار تلو در تپه‌های لشکرک در شمال تهران منتقل کرده‌اند. (البته در جراید آن زمان از جمله روزنامهٔ اطلاعات ۸/۲/۳۲ و ۱۰/۲/۳۲خبرهایی مندرج است مبنی بر اینکه جنایتکاران ابتدا به افشارطوس پیشنهاد می‌کنند تا به نحوی آن‌ها را نزد دکتر مصدق برده و به نحوی عمل نماید تا آن‌ها بتوانند دکتر مصدق را همان هنگام ترور کنند که با مخالفت وی مواجه می‌شوند و پس از آن او را بیهوش کرده و از آن جا خارج می‌کنند)
روز چهارشنبه دوم اردیبهشت ۱۳۳۲، پس از مشاهده پیگیری شدید مأموران، همگی در منزل بقایی جمع می‌شوند. قبل از آمدن بقایی، خطیبی به نوشته‌های جیب افشارطوس اشاره می‌کند که قصد داشته‌است تا همه شماها را ترور کند و از این قبیل سخنان اما آن‌ها را ارائه نمی‌دهد و به حضار اعلام می‌کند؛ که نظر آقای بقایی این است که اگر محبوس شما فرار کند و او را با تیر نزنید خیلی بی‌مورد است و غیر مستقیم تفهیم می‌کند که باید افشارطوس از میان برداشته شود و در جواب تعجب شدید و پرسش حضار که می‌پرسیدند مگر سقوط دولت و نخست‌وزیری بقایی قطعی نیست، می‌گوید متأسفانه فعلاً نه.
پس از حضور بقایی، او همه صحبت‌ها را تأیید کرده و به حاضرین اعلام می‌کند که افشارطوس می‌تواند عامل یک کودتای شدید نظامی ضد شاه باشد و وجود او بسیار خطرناک است و به حاضرین تفهیم می‌کند که چنانچه او بازگشته و افکار خود را عملی کند هیچ مخالفی باقی نخواهد ماند و بازگشت افشارطوس و ادامه فعالیت‌های او بسیار خطرناک و غیرقابل قبول است. پس بقایی دستور داد تا او را به قتل برسانند و همچنین با اصرار فراوان از خطیبی خواست تا دفترچه تلفن و ارتباطات خود را در منزل او گذاشته و جهت رفع شک و تردید به منزل خود مراجعه نماید و اگر دستگیر شد نیز، همه چیز را کتمان کند و او نیز با اعتماد به حمایت قاطع نماینده مجلس و ظاهراً قانون، غروب به منزل می‌رود. به این ترتیب افسران بازنشسته متوجه شدند که بقائی و خطیبی آن‌ها را در چه دامی انداخته‌اند و پس از خروج از منزل بقائی، به منزل مزینی رفته و در آنجا ضمن آنکه بر این نکته تأکید می‌کنند که این نقشه‌ای بوده که بقائی و خطیبی کشیده‌اند و آن‌ها هم گیر افتاده‌اند، تصمیم به عمل می‌گیرند و تیمسار مزینی به غار برگشته و پس از مدتی بحث با بلوچ قرائی، در همان حین که خطیبی بازجوئی می‌شد، به دستور مزینی آن‌ها افشارطوس را به پائین غار در محل مسطحی منتقل کرده، طنابی را به دور گردن او گره می‌زنند و از دو طرف به شدت می‌کشند و برای سرعت کار، دستمال بزرگی را به دهان او فرومی‌کنند و دستمالی آلوده به اتر را هم جلوی دماغ او می‌گیرند. پس از خاتمه جنایت، جسد شهید افشارطوس را در گودالی که کنده بودند قرار داده و دفن می‌کنند.
مزینی پس از خاتمه کلاه او را برداشته و به شهر مراجعه کرده و دستگیر می‌شود. گفتنی است در تمام ۴۸ ساعتی که شهید افشارطوس در غار اسیر جنایتکاران بوده، دست و پا و چشم او بسته بوده به جز چند عدد تخم مرغ چیز دیگری نخورده بود.
روز ششم اردیبهشت جسد طناب پیچ شدهٔ شهید افشارطوس در حالی که قرآن کوچکی که قنادی یاس به مشتریان هدیه می‌داد، در جیب کت افسری او قرار داشت، کشف شد. روزنامه‌ها عکس‌های وحشتناکی از جسد طناب پیچ شده شهید افشارطوس که صورت او تماماً” سیاه شده بود و به وضع بسیار فجیعی کشته شده بود، چاپ کردند.
در خرداد سال ۱۳۶۴ در کانال ۴ تلویزیون انگلیس یکی از عوامل سابق اینتلیجنت سرویس انگلستان بی آنکه چهره‌اش نشان داده شود، اظهار داشت” افشارطوس به دستور اینتلیجنت سرویس ربوده شد و به قتل رسید. وی چند تن از امرای بازنشسته ارتش به رهبری سرلشکر زاهدی، دکتر مظفر بقایی و برادران رشیدیان (سیف‌الله-اسداله-قدرت‌الله) را عامل این جنایت معرفی کرد و هدف از قتل رئیس شهربانی را بالابردن روحیه مخالفان دولت مصدق و تهدید طرفداران آن دانست. نورمن داربی‌شایر در این مصاحبه که در سال ۲۰۲۰ توسط یک مرکز مطالعاتی آمریکایی منتشر شد به صراحت عنوان می‌کند که نگهبان افشارطوس پس از دشنام دادن او به شاه، وی را خفه کرده‌است. وی پس از مقتول شدن، به درجه سرلشکری ارتقا یافت.

## پرونده قتل
پرونده قتل افشارطوس با تبلیغات مخالفان به یک چالش شدید برای دولت مصدق تبدیل شد و سرانجام با دلایل و مستندات لازم ۱۷/۲/۳۲ تحویل دادرسی ارتش شد؛ ولی عاملان قتل تحت حمایت قرار گرفتند و چنان‌که گفته شده‌است بازپرسان در کار اهمال می‌کردند و به دلیل اعتراض‌های مخالفان و نمایندگان مجلس و احتمال اعلام اعمال نفوذ مصدق در پرونده و ایجاد بحران جدید، امکان تعویض بازپرسان نیز وجود نداشت و در نهایت با فشار دولت و مقامات، ۸ مرداد ۱۳۳۲ بازپرس قرار مجرمیت را صادر کرده و پرونده در ۱۳ مرداد ۳۲ به دادگاه جنائی تحویل شد تا خارج از نوبت رسیدگی شود اما وقوع کودتا این مسئله را ناکام گذاشت.

### متهمان پرونده
اسامی متهمان این پرونده هم به قرار زیر بود:
1. حسین خطیبی
2. سرتیپ بازنشسته علی اصغر مزینی
3. سرتیپ بازنشسته علی اکبر منزه
4. سرتیپ بازنشسته نصرالله بایندر
5. سرتیپ بازنشسته نصرالله زاهدی
6. سرگرد بازنشسته فریدون بلوچ قرائی
7. سرهنگ بازنشسته علی محمد هاشم‌زاده
8. هادی افشار قاسملو
9. احمد بلوچ قرائی
10. عبدالله امیر علائی
11. عباسعلی نخلی
12. امیر رستمی
13. شهریار بلوچ قرائی
14. ناصر زمانی
15. نصیر خطیبی
16. مظفر بقائی کرمانی (دستگیر نشده)
17. مهندس علیرضا قره گزلو (متواری)

که کسانی چون بقائی و خطیبی و سرتیپهای بازنشسته عوامل اصلی و سایرین مجری نظرات آن‌ها بوده‌اند.
در نهایت بجز بقائی، سایر متهمان اصلی پرونده بازداشت شدند و پس از ۲۵ مرداد بقایی هم بازداشت شد اما به فاصله بسیار کمی ۲۸ مرداد رخ داد و در آن هنگام همگان به درستی متوجه شدند فقدان افسری به سان افشار طوس تا چه حد در امر موفقیت کودتای ۲۸ مرداد مؤثر بوده‌است و بقایی که با این جنایت فجیع نقش بسیار برجسته‌ای در پیروزی کودتا داشت، او بعدها که به دادگاه رژیم شاه فراخوانده شده بود ادعا کرد که به تصدیق همه سه بار تاج و تخت شاه ایران را از سقوط قطعی نجات داده‌است. (۳۰ تیر۱۳۳۱، نهم اسفند۱۳۳۱ و ۲۸ مرداد۱۳۳۲)